# Dekanovec
Dekanovec  è un comune della Croazia di 832 abitanti della Regione del Međimurje.